# Дзеславиці (Нижньосілезьке воєводство)
Дзеславиці (пол. Dziesławice, нім. Distelwitz) — село в Польщі, у гміні Мендзибуж Олесницького повіту Нижньосілезького воєводства.
Населення — 184 особи (2011).
У 1975-1998 роках село належало до Каліського воєводства.

## Демографія
Демографічна структура станом на 31 березня 2011 року:
|          | Загалом | Допрацездатний вік | Працездатний вік | Постпрацездатний вік |
| -------- | ------- | ------------------ | ---------------- | -------------------- |
| Чоловіки | 96      | 26                 | 61               | 9                    |
| Жінки    | 88      | 15                 | 51               | 22                   |
| Разом    | 184     | 41                 | 112              | 31                   |